# کوراش

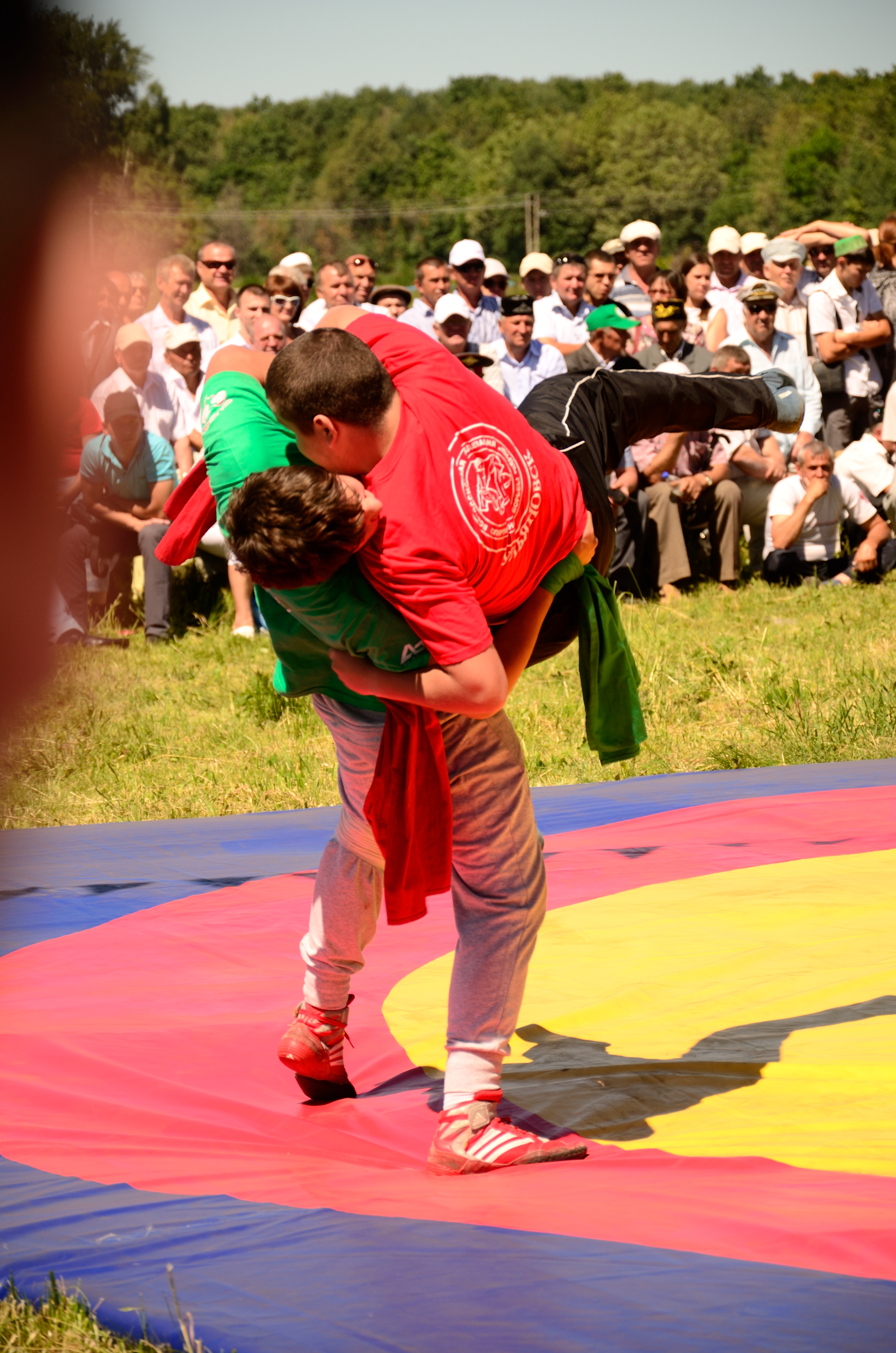
کوراش در جشنواره سابنتای

کوراش (به ازبکی kurash، به ترکمنی göreş) از اصطلاحات زبان‌های ترکی‌تبار است که برای برای نوعی از رشته کشتی (در ترکی باستان keriš, ترکی güreş) به کار می‌رود. این رشته ورزشی کشتی در میان ترکان آسیای میانه مخصوصاً تاتارها رایج بوده و جشنواره‌هایی در میانشان موسوم به سابنتای برگزار می‌شود. کوراش یکی از ورزش‌های باستانی است که خاستگاه آن در منطقه تاجیکستان و ازبکستان امروزی است.[۳]
در این ورزش هدف اصلی گرفتن کمر حریف و انداختن وی با پشت به زمین است و در ایران به تازگی پس از جدایی  از فدراسیون  جودو زیر نظر فدراسیون ووشو فعالیت می‌کند.
درباره کوراش
ورزش کوراش از جمله ورزش‌های باستانی و نزدیک به ورزش کشتی است.
خاستگاه اولیه این ورزش آسیای میانه و به ویژه در میان تاتارها است. این ورزش در کشورهای مختلف جهان با اسامی گوناگون شناخته می‌شود.[۴]
کشورهایی مانند جمهوری آذربایجان، ازبکستان، هند، سوئیس، ایرلند، انگستان و مجارستان با این ورزش آشنا هستند.[۵]
در ایران، ورزش کوراش قرابت‌هایی با انواع کشتی‌های محلی و زورخانه‌ای در منطقه خراسان، گیلان، مازندران، کردستان و سیستان و بلوچستان، قزوین، منطقه آذربایجان، خوزستان و یزد دارد.[۶]
در کشتی کوراش، تمامی فنون، سرپا اجرا می‌شوند و فنون خاک در این رشته وجود ندارد. هر کدام از کشتی‌گیران کواش لباسی به رنگ آبی و سبز و شلواری سفید رنگ، بر تن دارند و این از علامت‌های مشخصه این ورزش در مقایسه با جودو است[۷]
ازبک‌ها بنیانگذار این ورزش به سبک جدید آن هستند و آن را منتسب به پوریای ولی می‌دانند. تاکنون ۳۸ کشور به عضویت انجمن ورزش کوراش درآمده‌اند. رئیس اسلام کریم اف، جمهور ازبکستان ریاست افتخاری انجمن کوراش را برعهده دارد.[۸]
مسابقات کوراش، مجموعاً در ۴ وزن برگزار می‌شود و انجام آن تابع نظم و قانون خاصی است. این ورزش در هر دو رشته زنان و مردان برگزار می‌شود.[۹]
مسابقه کوراش با وضعیت سلام کردن دو بازیکن که به آن تعظیم (Tazim) می‌گویند، شروع می‌شود.[۱۰]
در این ورزش سه روش برای امتیاز دهی در این ورزش وجود دارند.[۱۱]

## نحوهٔ مسابقه
با «سلام کردن» که با عبارت «تعظیم» (Tazim) شناخته می‌شود، مسابقه را آغار می‌کنند. برای امتیازدهی سه روش وجود دارد:[۱۲]
1. هلال (Halal): انداختن حریف با پشت به زمین با سرعت زیاد و نگهداری وی در آن وضعیت. بازیکنی که این فن را به صورت مستقیم اجرا می‌کند برنده مسابقه است.[۱۳]
2. یامبوش (Yambosh): فن یامبوش به انداختنی گفته می‌شود که وضعیتی شبیه هلال داشته باشد ولی فن هلال به صورت کامل انجام نگرفته باشد. امیتاز یامبوش نصف فن هلال است.[۱۴]
3. چالا (Chala): فن چالا مشابه یامبوش است و منجر به انداختن حریف می‌شود و معیار مشخصی برای امتیاز ندارد.[۱۵]

خطاها
نقض قوانین بازی به عنوان خطا محسوب می‌شود که خطای اول و دوم را Tambik و Dakk نامند و خطای سوم که Girrom نام دارد باعث می‌شود که بازیکن رد صلاحیت شود و بازنده محسوب گردد.[۱۶]
برنده
بازیکنی که یک هلال یا دو یامبوش یا امتیاز بیشتری داشته باشد برنده نهایی محسوب می‌گردد.[۱۷]

## مسابقات
کوراش یکی از زیر شاخه‌های رشته رزمی ووشو است و به صورت مسابقات بین‌المللی قهرمانی برگزار می‌شود.